# Markisinnan von O...
Markisinnan von O... (tyska: Die Marquise von O...) är en tysk-fransk dramafilm från 1976 i regi av Éric Rohmer.
Filmen är baserad på Heinrich von Kleists roman Markisinnan von O.

## Utmärkelser
Markisinnan von O... vann Grand Prix Spécial du Jury vid filmfestivalen i Cannes 1976.

## Rollista i urval
- Edith Clever - markisinnan von O.
- Bruno Ganz - greven
- Peter Lühr - fadern
- Edda Seippel - modern
- Otto Sander - brodern
- Ruth Drexel - barnmorskan
- Eduard Linkers - läkaren
- Richard Bogner - rysk officer
- Volker Prechtel - präst
- Éric Rohmer - officer